# Lindstrøm (músico)
Hans-Peter Lindstrøm (nacido el 16 de febrero de 1973) es un productor noruego que trabaja bajo el nombre de Lindstrøm. Se dio a conocer internacionalmente en 2005 gracias al éxito en las pistas de baile «I Feel Space», editado por su propia discográfica Feedelity, fundada en 2002. A menudo colabora con otros productores musicales como Prins Thomas (juntos constituyen el grupo musical Lindstrøm & Prins Thomas). Lindstrøm ganó un premio Spellemannprisen en el año 2008 por su álbum Where You Go I Go Too. Lanzó un álbum DJ Mix para la serie de compilación Late Night Tales en Azuli Records el 9 de julio de 2007.

## Discografía

### Álbumes
Álbumes de estudio
- 2008: Where You Go I Go Too [CD Smalltown Supersound]
- 2012: Six Cups of Rebel [Smalltown Supersound]
- 2012: Smalhans [Feedelity Music]

Álbumes en colaboración
- 2010: Real Life Is No Cool (con Christabelle) [CD Feedelity]
- 2009: II (con Prins Thomas) [CD Eskimo]
- 2007: Reinterpretations (con Prins Thomas) [CD Eskimo]
- 2005: Lindstrøm & Prins Thomas [CD Eskimo]

Álbumes de remezclas
- 2007: Late Night Tales: Lindstrøm [CD Azuli Records]

Compilaciones
- 2006: It's a Feedelity Affair [CD Smalltown Supersound]

### Sencillos
- (2000) Slow Supreme - Flesh / Granada [12" Jazid Collective]
- (2001) Slow Supreme - Green Tea [12" Jazid Collective]
- (2003) Lindstrøm - Untitled EP [12" Feedelity]
- (2003) Lindstrøm & Christabelle - Music (In My Mind) [12" Feedelity]
- (2004) Lindstrøm - There's a Drink in my Bedroom and I Need a Hot Lady EP [12" Feedelity]
- (2004) Lindstrøm Presents: Plague the Kid - EP [12" Bear Entertainment]
- (2004) Lindstrøm & Prins Thomas - Further into the Future EP [12" Feedelity]
- (2004) Lindbæk & Lindstrøm - Alien in My Pocket [12" Modal Music]
- (2005) Lindstrøm - Violent Group [10" Outergaze]
- (2005) Lindstrøm & Prins Thomas - Turkish Delight [12" Eskimo]
- (2005) Lindstrøm & Prins Thomas - E2E4 Tribute [Expanded]
- (2005) Lindstrøm Presents: Plague the Kid 2 - EP [12" Bear Entertainment]
- (2005) Lindstrøm - I Feel Space [12" Feedelity]
- (2005) Lindstrøm - Arp She Said [12" Feedelity]
- (2005) Lindstrøm - Another Side Of Lindstrøm [2x12" Outergaze]
- (2006) Lindstrøm - The Contemporary Fix [12" Feedelity]
- (2006) Lindstrøm & Prins Thomas - Mighty Girl [12" Eskimo]
- (2006) Lindstrøm & Prins Thomas - Boney M Down [12" Eskimo]
- (2006) Lindstrøm - Another Station [12" Feedelity]
- (2007) Lindstrøm & Prins Thomas - Nummer Fire EP [12" Eskimo]
- (2007) Lindstrøm - Let's Practise [12" Feedelity]
- (2007) Lindstrøm - Let It Happen [10" Azuli Records]
- (2007) Lindstrøm - Breakfast in Heaven [12" Feedelity]
- (2009) Lindstrøm & Prins Thomas - Tirsdagsjam [12" Smalltown Supersound]
- (2009) Lindstrøm - Leftovers EP [12" Smalltown Supersound]
- (2010) Lindstrøm - De Javu [Single Smalltown Supersound]
- (2013) Lindstrøm & Todd Terje - Lanzarote (Olsen Records)
- (2014) Lindstrøm & Say Lou Lou - Games for girls
- (2015) Lindstrøm - Home Tonight (Ft. Grace Hall)
- (2015) Todd Rundgren, Emil Nikolaisen & Hans-Peter Lindstrøm – Runddans (Smalltown Supersound)
- (2016) Lindstrøm - Closing Shot [Single Feedelity]
- (2016) Lindstrøm - Windings (Feedelity/Smalltown Supersound)
- (2016) Lindstrøm & Ronika - Didn't Know Betta (TBA)

### Remixes
- (2004) Snuten - "Crazy B (Lindstrøm Remix)" [12" C+C Records/Hi-Phen]
- (2004) Fuzz Against Junk - "Country Klonk 2004 (Lindstrøm Remix)" [12" Bear Entertainment]
- (2004) Fenomenon - "Time (Lindstrøm Remix)" [12" Beatservice]
- (2004) Bermuda Triangle - "Secret Pillow (Lindstrøm Remix)" [12" Planet Noise]
- (2005) Tosca - "Züri (Lindstrøm & Prins Thomas Remix)" [12" G-Stoned]
- (2005) The Plastics - "Have You Ever Been (Lindstrøm Remix)" [No Phono]
- (2005) The Juan MacLean - "Tito's Way (Lindstrøm & Prins Thomas Remix)" [12" DFA/EMI]
- (2005) Silver City - "Down to 7 (Lindstrøm & Prins Thomas Remix)" [12" 2020 Vision]
- (2005) Port of Notes - "Walk Through Happiness (Lindstrøm Remix)" [12" Crue-l]
- (2005) Nemesi - "Cosmica (Lindstrøm & Prins Thomas Remix)" [12" Relish]
- (2005) Magnet - "Hold On (Lindstrøm Remix)" [12" Atlantic UK]
- (2005) LCD Soundsystem - "Tribulations (Lindstrøm Remix)" [12" DFA/EMI]
- (2005) Freeform Five - "Electromagnetic (Lindstrøm Remix)" [12" Fine]
- (2005) Diefenbach - "Make Up You Mind (Lindstrøm Remix)" [12" Wall of Sound]
- (2005) Chicken Lips - "Sweet Cow (Lindstrøm Remix)" [12" Kingsize]
- (2005) Answering Machine - "Call Me Mr Telephone (Lindstrøm & Prins Thomas Remix)" [12" Expanded]
- (2005) Annie - "The Wedding (Lindstrøm & Prins Thomas Remix)" [12" !K7]
- (2005) Anneli Drecker - "You Don't Have to Change" [EMI]
- (2005) Alden Tyrell - "Disco Lunar Module (Lindstrøm & Prins Thomas Remix)" [12" Clone]
- (2006) Telex - "Do Worry (Lindstrøm Remix)" [12" EMI]
- (2006) Roxy Music - "Avalon (Lindstrøm & Prins Thomas Remix)"
- (2006) Ilya Santana - "Oh Arpegissmo (Lindstrøm & Prins Thomas Remix)" [12" Modal]
- (2006) Franz Ferdinand - "I'm Your Villain (Lindstrøm Remix)" [12" Domino]
- (2006) Brennan Green - "Little Ease (Lindstrøm & Prins Thomas Remix)" [12" Chinatown]
- (2006) Allez Allez - "Allez Allez (Lindstrøm & Prins Thomas Remix)" [12" Eskimo]
- (2006) Alexander Robotnick - "Dark Side of the Spoon (Lindstrøm & Prins Thomas Remix)" [12" Creme Org]
- (2007) Imagination - "Just An Illusion (Lindstrøm Remix)" [12" Juno Records]
- (2008) Sally Shapiro - "Time To Let Go (Lindstrøm Remix)" [CD Paper Bag Records]
- (2008) Fjordfunk - "Let Our Spirits Go (Lindstrøm Remix)" [12" Luna Flicks]
- (2009) Boredoms - "Ant 10 (Lindstrøm Remix)" [CD Commmons]
- (2009) Doves - "Jetstream" (Lindstrøm Remix) [Heavenly / EMI UK] 2008
- (2010) Glasser - "Mirrorage (Lindstrøm Remix)"
- (2010) The Chemical Brothers – "Swoon (Lindstrøm & Prins Thomas Remix)"
- (2010) Mystery Jets – "Dreaming of Another World (Lindstrøm & Prins Thomas Remix)"
- (2010) Bear In Heaven - "Lovesick Teenagers (Lindstrøm Remix)"
- (2010) Serena Maneesh – "Ayisha Abyss (Lindstrøm Mix)"
- (2011) Best Coast - "Boyfriend (Lindstrøm Remix)"
- (2011) Locussolus – "I Want It (Lindstrøm & Prince Thomas Remix)"
- (2011) Twin Sister – "Bad Street (Lindstrøm & Prins Thomas Remix)"
- (2012) Haim – "Forever (Lindstrøm & Prins Thomas Remix)"
- (2012) Neneh Cherry & The Thing – "Cashback (Lindstrøm & Prins Thomas Remix)"
- (2012) Lana Del Rey – "Blue Velvet (Lindstrom Remix)"
- (2013) Grizzly Bear - "Gun Shy (Lindstrøm Remix)"
- (2013) Charli XCX – "You (Ha Ha Ha) (Lindstrøm Remix)"
- (2013) Little Boots – "Satellite"
- (2015) Foals - "Give it all (Lindstrøm Remix)"
- (2015) MS MR - "Painted" (Lindstrøm Remix)"
- (2015) Mark Ronson feat. Keyone Starr - "I Can't Lose (Lindstrøm Remix)"
- (2015) Anni-Frid Lyngstad – "I Know There's Something Going On (Lindstrøm Remix)"
- (2016) Norrlands Guld Ljus Alkoholfri - "Ljudet Av Ljus (Lindstrøm Remix)"